# Иллюзия: Майя
Иллюзия: Майя — третий альбом группы Седьмая раса, вышедший 26 ноября 2006 года.

## Об альбоме
Запись и сведение альбома выполнялось на студии «Добролет» при участии звукорежиссёра Андрея Алякринского. Расширенное издание альбома включает кавер-версии песен групп «Гражданская Оборона» и «Дубовый Гаайъ»
Глеб Лисичкин в своей рецензии в журнале Play пишет, что группа остановилась в своём творческом и карьерном росте, указывая также на отсутствие хитовых композиций, которые могли бы попасть в ротацию на радио.

## Список композиций
| №                   | Название                              | Длительность |
| ------------------- | ------------------------------------- | ------------ |
| 1.                  | «Помни имя»                           | 3:29         |
| 2.                  | «Māyā»                                | 1:06         |
| 3.                  | «Урод»                                | 4:11         |
| 4.                  | «Родятся дети»                        | 3:12         |
| 5.                  | «На празднике Бон»                    | 3:25         |
| 6.                  | «Клетка (Хроника одиночного безумия)» | 4:06         |
| 7.                  | «Все люди равны?»                     | 1:31         |
| 8.                  | «Май»                                 | 3:02         |
| 9.                  | «Горло города»                        | 2:52         |
| 10.                 | «Из этого дома (kent)»                | 3:19         |
| 11.                 | «Тепла»                               | 2:04         |
| 12.                 | «Samskāra»                            | 1:22         |
| 13.                 | «Здесь»                               | 2:47         |
| 14.                 | «Корабль бумажный»                    | 4:12         |
| 15.                 | «Снаружи всех измерений»              | 2:42         |
| 16.                 | «Ты холодна (Суп)»                    | 4:54         |
| Общая длительность: | Общая длительность:                   | 48:14        |